# Léon de Rosny

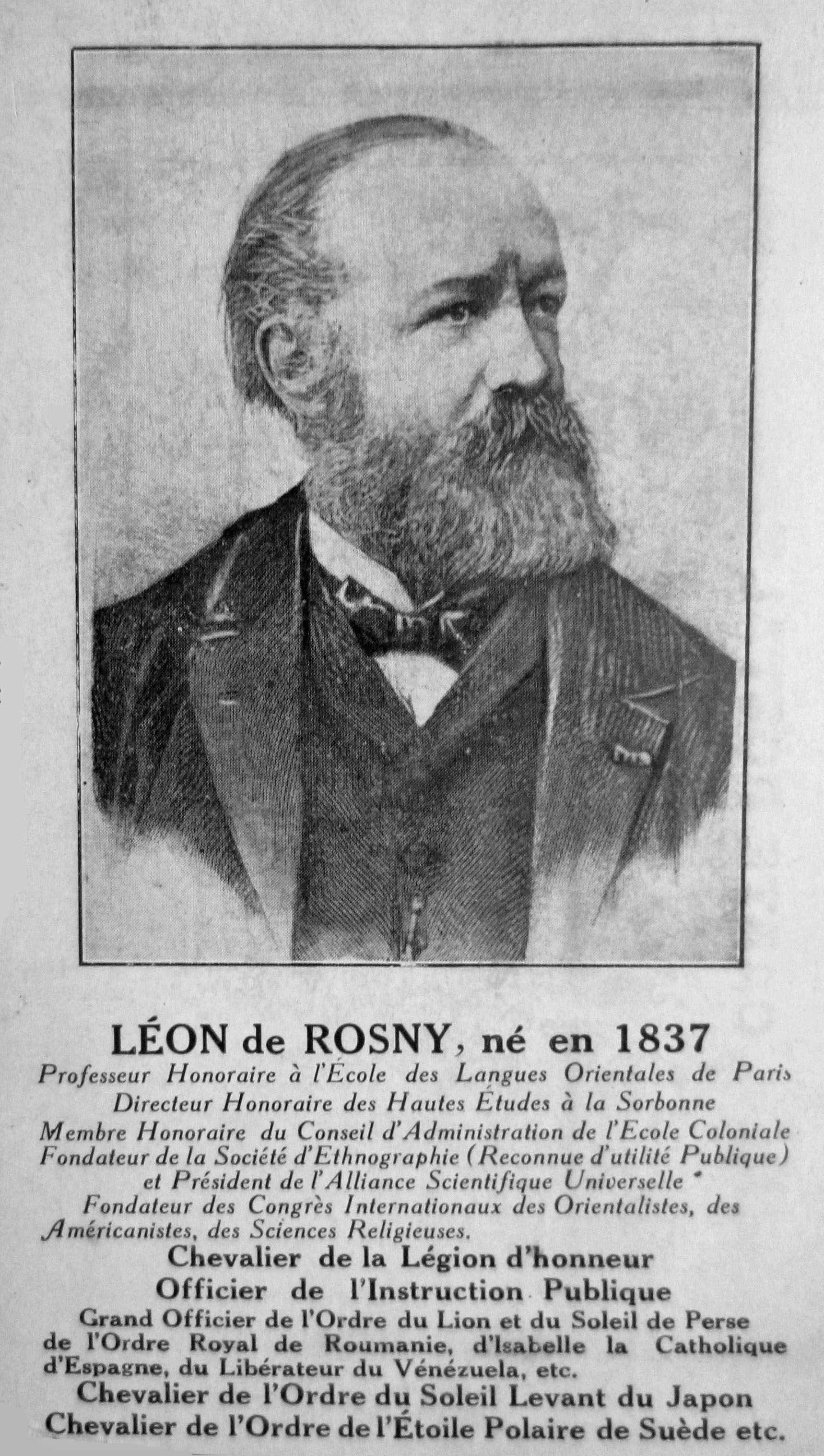
Foto de un grabado en blanco y negro (ca 1895); tamaño 7x13 cm; retrato de León de Rosny

Louis Léon Prunol de Rosny, (5 de abril de 1837 en Lille, y muerto el 28 de agosto de 1914) fue un etnólogo, lingüista y autor francés.

## Datos biográficos
Hijo de Lucien de Rosny, Léon de Rosny mostró un interés temprano en las culturas y civilizaciones orientales, particularmente de la japonesa. Se inscribió siendo aún joven en la Escuela Imperial de Lenguas Orientales, en París, donde aprendió el idioma chino y el japonés. Llegó a ser el primer profesor de lengua japonesa en tal escuela parisina.
Más tarde, habiendo estudiado etnografía, fue cofundador de la Sociedad francesa de etnografía el año de 1859. Actuó como intérprete de la embajada del Japón en Francia en 1862; fue también titular de la cátedra de japonés en la Escuela Especial de Lenguas Orientales de París en 1868 y profesor de etnografía en el Colegio de Francia. 
Fue secretario de la Société Asiatique en París y miembro de la London Asiatic Society. También se interesó profundamente en la América, precolombina a partir de su encuentro (aparentemente casual) del Códice de París en un rincón de la Biblioteca Nacional de París. Sus estudios de la cultura maya a partir de su hallazgo le hicieron ser considerado como todo un experto en la escritura maya y algunos le catalogan también como mayista. Tiene varios libros y artículos escritos acerca de las culturas mesoamericanas.

## Obras seleccionadas
(en francés)
- Observations sur les écritures sacrées de la presqu'île trans-gangétique (1852)
- Alphabets orientaux et occidentaux avec spécimen des diverses écritures du monde et la transcription des caractères (1854)
- Notice sur l'écriture chinoise et les différentes phases de son histoire (1854)
- Notice sur la langue annamique (1855)
- Quelques observations sur la langue siamoise et sur son écriture (1855)
- Introduction à l'étude de la langue japonaise (1856)
- Notice sur le thuya de Barbarie (callitris quadrivalvis) et sur quelques autres arbres de l'Afrique boréale (1856)
- Mœurs des Aïno, insulaires de Yéso et des Kouriles (1857)
- L'Interprétation des anciens textes mayas (1874)
- Mémoire sur la numération dans la langue et dans l'écriture des anciens Mayas (1875)
- Essai sur le déchiffrement de l'écriture hiératique de l'Amérique centrale (1876)
- Le ″Codex Troano″ et l'écriture hiératique de l'Amérique centrale (1878)
- Le Mythe de Quetzalcoatl (1878)
- Le Positivisme spiritualiste. De la méthode conscientielle et de son application en ethnographie (1879)
- Les peuples orientaux connus des anciens Chinois (1881)
- La Religion des Japonais ; quelques renseignements sur le sintauïsme (1881)
- Les Documents ecrits de l'antiquité américaine, compte-rendu d'une mission scientifique en Espagne et en Portugal (1880) (1882)
- Les Romains d'Orient. Aperçu de l'ethnographie de la Roumanie (1885)
- Le Taoïsme (1892)
- Les Origines bouddhiques du christianisme (1894)
- La Virginité et les vierges-mères de l'Orient (1895)
- L'idée de Dieu dans la philosophie religieuse de la Chine (1900)
- L'Atlantide historique, étude d'ethnographie et d'archéologie américaines (1901)
- Le Bouddha a-t-il existé ? (1901)
- L'Alliance scientifique universelle... L'Idée qui a présidé à sa fondation, son programme primitif et ses modifications éventuelles (1903)
- L'Amérique pré-colombienne, études d'histoire, de linguistique et de paléographie sur les anciens temps du Nouveau-Monde (1904)